# ALC-0315
ALC-0315 ([(4-гідроксибутил)азандіїл]біс(гексан-6,1-діїл)біс(2-гексилдеканоат)) — синтетичний ліпід. Безбарвний маслянистий матеріал, він привернув увагу як компонент вакцини Pfizer–BioNTech проти COVID-19. Зокрема, це один з чотирьох компонентів, які утворюють ліпідні наночастинки (ЛНЧ), які інкапсулюють і захищають крихку мРНК, яка є активним інгредієнтом цієї вакцини. Ці наночастинки сприяють поглинанню терапевтично ефективних нуклеїнових кислот, таких як олігонуклеотиди або мРНК, як in vitro, так і in vivo.
Нижче фізіологічного pH ALC-0315 стає протонованим біля атома азоту, утворюючи катіон амонію, який притягується до матричної РНК (мРНК), яка є аніонною.

## Синтез
Препарат ALC-0315 вперше був описаний у патентній заявці на ліпідні наночастинки компанією Acuitas Therapeutics у 2017 році.:137 Останнім етапом є реакція відновного амінування, в якій 4-амінобутанол конденсують з ліпідним альдегідом, використовуючи триацетоксиборогідрид натрію як відновник для перетворення проміжних імінів в амін кінцевого продукту.
2 (C8H17)(C6H13)CHCO2(CH2)5CHO + H2N(CH2)4OH + 2 NaBH(O2CCH3)3 → ALC-0315

## Використання
ALC-0315 є одним із компонентів вакцини BNT162b2 (відома також як Тозінамеран та Комірнаті). Його хімічні властивості як третинного аміну означають, що його катіон може утворювати електростатичний зв'язок з матричною РНК, яка несе генетичну інформацію для утворення спайкового білка SARS-CoV-2 в організмі людини. Важливо, що після того, як ліпідна наночастинка, яка інкапсулює мРНК, поглинається антигенпрезентуючими клітинами (процес, який називається рецептор-опосередкованим ендоцитозом), більш кисле середовище в ендосомі повністю протонує ALC-0315, і в результаті наночастинка вивільняє корисне навантаження мРНК.